# Loi anti-homosexualité en Ouganda en 2013
Pour un article plus général, voir LGBT en Ouganda.
La loi anti-homosexualité en Ouganda du député David Bahati est passée par le parlement de l'Ouganda le 20 décembre 2013 avec la proposition de peine de mort diminuée au profit de la prison à vie. Le projet de loi est signé par le président de l'Ouganda Yoweri Museveni et promulgué en février 2014,,,,. Le 1er août 2014 cependant, la cour constitutionnelle de l'Ouganda l'invalide pour des questions de procédures,,,.

## Contexte

### Loi héritée de l'occupation britannique
L’homosexualité est illégale depuis l’époque coloniale britannique, qui promulgue l’article 145 en 1950 pour interdire « toute relation charnelle contre nature »,. Le code pénal stipule en effet que « Toute personne qui (a) a une relation charnelle contre l’ordre naturel avec toute personne ; (b) a une relation charnelle avec un animal, ou (c) permet à un homme d’avoir avec lui ou elle une relation charnelle contre nature ; commet une infraction et est passible de l’emprisonnement à vie. » La criminalisation en Grande-Bretagne contre les personnes LGBTQI date du Moyen Âge, et est intégrée à la common law élaborée du XIe au XVe siècle. Ces dispositions sont censées protéger des principes chrétiens limitant la sexualité à la reproduction. En 1533, la première loi civile réprimant la sodomie est adoptée, connue sous le nom de loi de 1533 sur la Bougrerie.
La Grande-Bretagne abolit ces dispositions en 1967 la Sexual Offences Act 1967, soit après que le statut de protectorat de l'Ouganda dans l'empire britannique soit abrogé, du fait de la vague de décolonisation des années 1950 et 1960. De fait, le passé colonial a donc laissé des traces dans le système juridique des pays colonisés d'Afrique subsaharienne comme l'Ouganda. Selon Basile Ndjio, universitaire spécialiste des questions de discrimination, la colonisation a eu pour corollaire l'extension de l'homophobie déjà présente dans les nations colonisatrices, alors que la coutume en Afrique avant la colonisation pouvaient intégrer des pratiques homosexuelles.
En 2009 la loi ougandaise devient même encore plus dure vis-à-vis des personnes LGBTQI, prévoyant des peines allant jusqu'à l'emprisonnement à vie. Depuis 2009 en outre, des tentatives de faire passer un projet de loi encore plus restrictif se succèdent.

### Influence des églises évangéliques américaines
Sous l'influence des églises évangéliques américaines, cette position se durcit davantage. Le pasteur Scott Lively (en), président de Abiding Truth Ministries et auteur du livre  Pink Swastika (en), vient en Ouganda en mars 2009 pour aider à organiser un séminaire de l'organisation Family Life Network (en) intitulé « Seminar on Exposing the Homosexuals’ Agenda » (« séminaire pour révéler l'agenda des homosexuels »). Ce séminaire a lieu dans un hôtel de Kampala et est mené par Stephen Langa avec l'objectif de restaurer les valeurs morales traditionnelles de la famille en Ouganda. Scott Lively, qui est un révisionniste notoire, s'associe avec Dan Schmierer de l'organisation Exodus,, qui propose une thérapie chrétienne pour guérir de l'homosexualité et Caleb Lee Brundidge un homosexuel "repenti". Lively explique que selon lui légaliser l'homosexualité revient à favoriser l'abus des enfants, promouvoir le divorce et disséminer le SIDA. Il est persuadé de l'existence d'un complot gay visant à renverser les structures familiales traditionnelles.
Lively est poursuivi par la suite aux États-Unis pour les propos homophobes en Ouganda par l'ONG Sexual Minorities Uganda (SMUG),,, associant l'homosexualité aux maladies et à la pédophilie. Il est coutumier de ce genre de campagne contre les homosexuels, puisqu'il en a déjà mené de similaires en Russie. Il admet avoir rencontré des juristes ougandais pour rédiger le projet de loi et, selon les propres mots de son rapport de l'évènement, la campagne qu'il a menée équivalait à une bombe nucléaire. Il prend par la suite officiellement ses distances avec l'idée d'infliger la peine de mort pour homosexualité, mais la campagne de son point de vue est un succès. Selon Kapya Kaoma, prêtre anglican de Zambie et directeur de projet de Political Research Associates, la venue de Lively est à mettre en relation avec l'investissement croissant des milieux conservateurs des églises américaines en Afrique. Martin Ssempa, leader de l'église Makerere a fait publier dans les médias locaux des listes de noms de personnes LGBT,. Il a également détruit des stocks de préservatifs afin de promouvoir l'abstinence pour lutter contre le SIDA.

## Projet de loi initial
En avril 2009, le Parlement ougandais passe une résolution qui permet au député David Bahati de soumettre un projet de loi d'une personne citoyenne (en) en octobre, afin de renforcer les lois contre l'homosexualité. Bahati soumet le projet de loi le 13 octobre 2009.
Dans son memorandum officiel résumant les objectifs et le principes du projet de loi, Bahati écrit qu'ils sont les suivants :
- protéger la famille traditionnelle en interdisant (i) toute forme de relations sexuelles entre personnes du même sexe et (ii) la promotion ou la reconnaissance de telles relations au sein d'institutions publiques et autres lieux à travers ou avec le soutien d'entités gouvernementales en Ouganda ou d'organisations non gouvernementales à l'intérieur ou à l'extérieur du pays.
- renforcer la capacité de la nation à traiter les menaces émergeant à l'intérieur et à l'extérieur de la famille hétérosexuelle traditionnelle.
- l'attirance pour le même sexe n'est pas une caractéristique innée et immuable.
- protéger la culture du peuple ougandais ainsi que les traditions légales, religieuses et les valeurs de la famille traditionnelle contre les tentatives des militants pour les droits sexuels qui cherchent à imposer leurs valeurs de promiscuité sexuelle au peuple de l'Ouganda.
- protéger les enfants et la jeunesse ougandaise qui sont vulnérables aux abus sexuels et à la déviance induits par les changements culturels, l'absence de censure des informations dispensées par les nouvelles technologies, l'absence de cadre donné par les parents durant leur développement, et les tentatives croissantes par les homosexuels d'élever des enfants par le recours à l'adoption, les familles d'accueil et autres moyens.

## La loi de 2013:«Kill Gay Act»
La proposition de loi élargit la criminalisation des relations entre personnes de même sexe à l'intérieur de l'Ouganda. Elle inclut également des dispositions pour les Ougandais qui s'engagent dans des relations entre personnes de même sexe hors de l'Ouganda, affirmant qu'ils peuvent être extradés pour être punis de retour en Ouganda. Elle met aussi en place des pénalités pour les individus, compagnies, organisations médiatiques, ou organisations non-gouvernementales qui connaissent des personnes homosexuelles ou soutiennent les droits LGBT.
Le Parlement ougandais adopte le 20 décembre 2013 le projet de loi prévoyant la prison à perpétuité pour les personnes récidivant dans leurs actes homosexuels. La loi est promulguée en février 2014 par le président Yoweri Museveni. Le président Museveni justifie son geste et son retournement sur la base d’un rapport scientifique disant que l’homosexualité n’est pas génétique, qu’elle était volontaire et devait être condamnée, attribuant le développement de l’homosexualité dans le pays à des groupes occidentaux qui en feraient la promotion auprès des jeunes dans les écoles .

## Violences engendrées
En 2011, David Kato, un militant gay, est assassiné après avoir ouvertement milité contre la loi anti-homosexualité.
L'ONG Minorités sexuelles en Ouganda recense 162 cas de LGBTIphobies dans les quatre mois consécutifs à l'adoption de la loi définitive.

## Critiques

### Critiques nationales
En décembre 2009, l'archevêque catholique ougandais de Kampala Cyprian Kizito Lwanga a déclaré que le projet de loi était en contradiction avec les valeurs chrétiennes .
En décembre 2009, le prêtre anglican ougandais Gideon Byamugisha a déclaré que le projet de loi conduirait à un «génocide d'État» .

### Critiques internationales
En décembre 2009, le pasteur baptiste américain Rick Warren a précisé qu’il ne voulait pas interférer dans la politique du pays, mais tenait à défendre la dignité humaine, et a exprimé son opposition au projet, en raison de sa radicalité et des risques pour la santé des personnes homosexuelles séropositives.
En décembre 2009, l'attaché juridique du Vatican auprès des Nations unies a déclaré que le pape Benoît XVI était opposé à la discrimination des personnes homosexuelles .
En février 2014, l'archevêque anglican sud-africain Desmond Tutu a invité à annuler cette loi, et a plutôt renforcer les sanctions contre les agressions sexuelles et la prostitution.

## Sources
1. ↑  (en-GB) « Uganda gays face life in prison », BBC News,‎ 20 décembre 2013 (lire en ligne, consulté le 1er janvier 2018).
2. ↑  « Homophobie d'Etat - Une enquête mondiale sur le droit à l'orientation sexuelle: criminalisation, protection et reconnaissance », sur ILGA, mai 2017 (consulté le 1er janvier 2018).
3. ↑  AFP, « Ouganda : l'UE «regrette» l'adoption d'une loi contre l'homosexualité », Libération.fr,‎ 20 décembre 2013 (lire en ligne, consulté le 1er janvier 2018).
4. ↑  « Homosexualité : Obama prévient l'Ouganda contre un « pas en arrière » », Le Monde.fr,‎ 16 février 2014 (ISSN 1950-6244, lire en ligne, consulté le 1er janvier 2018).
5. ↑  RTS.ch, « Dieu sait quoi - Tuez-les tous! », sur rts.ch (consulté le 1er janvier 2018).
6. ↑  (en-GB) Agence France-Presse, « Uganda anti-gay law challenged in court », The Guardian,‎ 31 juillet 2014 (ISSN 0261-3077, lire en ligne, consulté le 2 janvier 2018).
7. ↑  (en-GB) « Uganda court annuls anti-gay law », BBC News,‎ 1er août 2014 (lire en ligne, consulté le 2 janvier 2018).
8. ↑  (en-US) Jeffrey Gettleman, « Uganda Anti-Gay Law Struck Down by Court », The New York Times,‎ 1er août 2014 (ISSN 0362-4331, lire en ligne, consulté le 2 janvier 2018).
9. ↑  (en) AFP, « Ugandan court annuls anti-gay law », The East African,‎ 1er août 2014 (lire en ligne, consulté le 2 janvier 2018).
10. ↑  (en-US) « Ouganda, deux ans après «Kill the Gays» », sur 360.ch (consulté le 1er janvier 2018).
11. ↑  (en) « THE PENAL CODE ACT, Unatural offences, art 145 p 68 », sur WIPO, 1950 (consulté le 2 février 2018).
12. ↑  Patrick Awondo, Peter Geschiere, Graeme Reid et Alexandre Jaunait, « Une Afrique homophobe ?, Homophobic Africa? Towards a More Nuanced View », Raisons politiques, no 49,‎ 9 avril 2013, p. 95–118 (ISSN 1291-1941, DOI 10.3917/rai.049.0095, lire en ligne, consulté le 2 janvier 2018).
13. ↑  « Quand aimer devient un crime, la criminalisation de personne de même sexe en Afrique Subsaharienne », sur Amnesty international, 2013 (consulté le 2 janvier 2017).
14. ↑  Christophe Broqua, La question homosexuelle et transgenre, KARTHALA Editions, 2012 (ISBN 978-2-8111-0778-9, lire en ligne).
15. ↑  (en-GB) Frank Mugisha, « I am a gay Ugandan about to go home. This law will tyrannise my life | Frank Mugisha », The Guardian,‎ 20 mars 2014 (ISSN 0261-3077, lire en ligne, consulté le 2 janvier 2018).
16. ↑  (en-US) « How US Clergy Brought Hate to Uganda », sur The Gay & Lesbian Review (consulté le 2 janvier 2018).
17. ↑  (en) « Welcome », sur www.exodusglobalalliance.org (consulté le 2 janvier 2018).
18. 1 2  (en-US) Jeffrey Gettleman, « Americans’ Role Seen in Uganda Anti-Gay Push », The New York Times,‎ 2010 (ISSN 0362-4331, lire en ligne, consulté le 2 janvier 2018).
19. ↑  (en-US) Warren Throckmorton, « Uganda: Caleb Lee Brundidge on the criminalization of homosexuality », Warren Throckmorton,‎ 26 janvier 2010 (lire en ligne, consulté le 2 janvier 2018).
20. ↑  (en) « Sexual Minorities Uganda v. Scott Lively », sur Center for Constitutional Rights (consulté le 2 janvier 2018).
21. ↑  (en-GB) David Smith, « Ugandan group sues anti-gay pastor in US », The Guardian,‎ 15 mars 2012 (ISSN 0261-3077, lire en ligne, consulté le 2 janvier 2018).
22. ↑  (en-US) Ben Appel, « Notorious Anti-Gay Preacher Scott Lively And The Language That Kills », sur Huffington Post, 12 juin 2017 (consulté le 2 janvier 2018).
23. ↑  (en) « Defend the Family  - Pro-Family Resource Center - Resource Archives », sur www.defendthefamily.com (consulté le 2 janvier 2018).
24. 1 2  (en) « PublicEye.org - The Website of Political Research Associates », sur www.publiceye.org (consulté le 2 janvier 2018).
25. 1 2  « Ouganda : vote d'une loi anti-homosexuelle radicale », in Le Figaro, samedi 21 / dimanche 22 décembre 2013, page 10.
26. ↑   Olivier Perrin, L’Ouganda déclare la guerre totale aux homosexuels letemps.ch, 25 février 2014
27. ↑  (en-US) Jeffrey Gettleman, « David Kato, Gay Rights Activist, Is Killed in Uganda », The New York Times,‎ 2011 (ISSN 0362-4331, lire en ligne, consulté le 2 janvier 2018).
28. ↑  (en) Human Rights Consortium, Envisioning Global LGBT Human Rights : (Neo)colonialism, Neoliberalism, Resistance and Hope, Institute of Commonwealth Studies, School of Advanced Study, University of London, 2018, 462 p., PDF (ISBN 978-0-9931102-8-3, lire en ligne), p. 323.
29. ↑   Rodney Muhumuza, Catholic bishops oppose gays Bill, monitor.co.ug, 12 janvier 2010
30. ↑   Liz Ford, Emma Pomfret, Ugandan church leader brands anti-gay bill 'genocide' theguardian.com, 4 décembre 2009
31. ↑   Howard Chua-Eoan, Rick Warren Denounces Uganda's Anti-Gay Bill, time.com, USA, 10 décembre 2009
32. ↑   Paddy Maguire, Vatican speaks out against Uganda anti-gay laws, rnw.nl, 17 décembre 2009
33. ↑   BBC, Homosexualité: les conseils de Tutu à l'Ouganda bbc.com, 23 février 2014